# Trånget
Trånget är en ort på västra Hisingen i Göteborgs kommun, Västra Götalands län. SCB hade före 2015 för bebyggelsen i den östra delen av Trånget avgränsat och namnsatt en småort, Trånget (östra delen). Från 2015 räknas området som en del av tätorten Torslanda.